# Johann Wilhelm xứ Sachsen-Weimar
Johann Wilhelm (11 tháng 3 năm 1530 – 2 tháng 3 năm 1573) là công tước đầu tiên và người sáng lập ra Công quốc Sachsen-Weimar. Ông là con trai thứ 2 của Tuyển đế hầu Johann Friedrich I, người đã mất ngôi và lãnh thổ vào năm 1547, sau khi thất bại trong việc lãnh đạo phe Tin Lành chống lại Hoàng đế Thánh chế La Mã trong Trận Mühlberg. Sau khi được thả ra, Johann Friedrich I chấp nhận mất ngôi tuyển đế hầu và nhận một lãnh thổ bé hơn rất nhiều.
Sau sự qua đời của người cha vào năm 1554, lãnh thổ được chia cho 3 người con, trong đó Johann Wilhelm nhận được Weimar và khai sinh ra Sachsen-Weimar. Cho đến khi chế độ quân chủ bị bãi bỏ ở Đức vào năm 1918, nhánh Sachsen-Weimar của ông là nhánh cao cấp nhất của dòng Ernestine của Nhà Wettin. 